# Erasto de Paneas
Erasto de Paneas (em grego:  Ἔραστος; em latim: Erastus) é um dos Setenta Discípulos. Ele é citado no Novo Testamento em «Saúda-vos Gaio, meu hospedeiro e o da igreja toda. Saúda-vos Erasto, tesoureiro da cidade, e Quarto, nosso irmão.» (Romanos 16:23) como tendo sido o tesoureiro da igreja de Jerusalém. Ele foi consagrado bispo de Paneas, na Palestina.
Um Erasto também é citado em II Timóteo e Atos 19 e tradicionalmente considera-se que são a mesma pessoa.
No Espiritismo, consta-se que Erasto teria sido um dos mensageiros mais importantes entre os que tiveram textos publicados nos livros de Allan Kardec. A Erasto se atribui a frase "Mais vale rejeitar dez verdades do que admitir uma única mentira, uma única teoria falsa".

## Fonte
Assim como diversos outros santos, Erasto teve sua vida contada no livro Prólogo de Ohrid, de São Nikolai Velimirovic.